# Afrocandezea
Afrocandezea is een geslacht van kevers uit de familie bladkevers (Chrysomelidae).
De wetenschappelijke naam van het geslacht werd in 2002 gepubliceerd door Wagner & Scherz.

## Soorten
- Afrocandezea annikae Scherz & Wagner, 2007
- Afrocandezea christae Scherz & Wagner, 2007
- Afrocandezea femorata (Jacoby, 1895)
- Afrocandezea gyldenstolpei (Weise, 1924)
- Afrocandezea kamerunensis Scherz & Wagner, 2007
- Afrocandezea nigrorubra (Laboissiere, 1940)
- Afrocandezea pallida (Gahan, 1909)
- Afrocandezea rostrata (Laboissiere, 1920)
- Afrocandezea tropica (Weise, 1915)
- Afrocandezea tutseki Wagner & Scherz, 2002
- Afrocandezea vicina (Gahan, 1909)
- Afrocandezea wolfgangi Scherz & Wagner, 2007